# 黑虎泉泉群及园林建筑
黑虎泉泉群及园林建筑，位于山东省济南市历下区趵突泉街道。是入中华人民共和国山东省省级文物保护单位之一。
2013年，列入第四批山东省文物保护单位，该文物保护单位是一座古建筑。